# Arthur Emsheimer
Arthur Emsheimer (geboren 8. März 1900 in Pforzheim; gestorben 2. April 1991 in Zürich) war ein jüdischer deutsch-schweizerischer Jurist und Leiter der Schweizerischen Zentralstelle für Flüchtlingshilfe.

## Leben
Arthur Emsheimer war ein Sohn des Weinhändlers Oskar Emsheimer (1867–1941) und der Alice Weil (1879–1944). Er wurde nach dem Gymnasialabschluss im Sommer 1918 Kriegsfreiwilliger. Emsheimer studierte Jura in Heidelberg, München und Berlin und wurde 1923 mit der Dissertation „Die Untreue de lege ferenda (nach den Entwürfen zu einem deutschen STGB unter Heranziehung außerdeutscher Strafgesetzgebungen)“ in Heidelberg promoviert. Er war als Student Mitglied im Kartell-Convent. Er absolvierte das Referendariat und wurde Staatsanwalt in Karlsruhe. Emsheimer heiratete 1929 Lotte Vogel (1907–1990), sie hatten zwei Kinder, die Ehe wurde Anfang der 1950er Jahre geschieden. 1932 wurde er Amtsgerichtsrat am Amtsgericht Lörrach. Nach der Machtübergabe an die Nationalsozialisten 1933 wurde Emsheimer als Jude aus dem Staatsdienst entlassen und kam als Direktions-Assistent mit Prokura bei seinem Schwiegervater Julius Vogel in der Papierfabrik Vogel & Bernheimer in Ettlingen unter.
Am 28. Oktober 1938 reiste Emsheimer mit einem Visum in die Schweiz in der Absicht, an der Universität Genf Französisch zu lernen und damit die Auswanderungschancen zu verbessern. Konfrontiert mit den Novemberpogromen im nationalsozialistischen Deutschland, beantragte er Asyl. Lotte Emsheimer gelang 1939 mit dem Sohn Herbert (1930–) und der Tochter Hanna (1932–1976) die Flucht nach England. Emsheimers Eltern wurden 1940 in der Wagner-Bürckel-Aktion nach Gurs deportiert, sein Vater starb am 7. September 1941 an den Haftbedingungen im Camp du Récébédou, seine Mutter wurde mit dem Transport Nr. 75 am 30. Mai 1944 von Drancy in das KZ Auschwitz deportiert und dort im Zuge des Holocaust ermordet.
Emsheimer war die nächsten Jahre in Arbeitslagern in Vouvry, Lalden und Siders interniert. Er engagierte sich in der Exilantengruppe Bewegung Freies Deutschland (BFD) und nahm 1945 an der Flüchtlingskonferenz in Montreux teil. Er war Kandidat des BFD für die kommissarische Übernahme der Konsularverwaltung des Deutschen Reichs in der Schweiz. Ab Juni 1946 arbeitete er als Redakteur und Justiziar der Schweizerischen Zentralstelle für Flüchtlingshilfe in Zürich und war von 1967 bis 1971 ihr Leiter.
Emsheimer erhielt 1978 die Ehrendoktorwürde der Universität Zürich und 1980 das Große Verdienstkreuz der Bundesrepublik Deutschland.

## Schriften (Auswahl)
- Die Rechtsstellung der Flüchtlinge und Staatenlosen in der Schweizerischen Sozialversicherung, begrenzt auf Alters- und Hinterlassenenversicherung, Invalidenversicherung und Bundesgesetz über Ergänzungsleistungen zur Alters-, Hinterlassenen- und Invalidenversicherung, in: Theodor Veiter: Entwurzelung und Integration : rechtliche, soziale und politische Probleme von Flüchtlingen und Emigranten. Wien: Braumüller, 1979, S. 73ff.
- Der Flüchtling als Mensch: Gedanken zum neuen schweizerischen Asylgesetz, in: Asiatische Flüchtlinge in der Schweiz : Fragen zur Integration. Freiburg, Schweiz: Universitätsverlag, 1984